# Даваадэмбэрэлийн Номин-Эрдэнэ
Даваадэмбэрэлийн Номин-Эрдэнэ (род. 15 февраля 2000, Улан-Батор) — монгольская шахматистка, гроссмейстер (2015) среди женщин и международный мастер (2015).
Чемпионка мира среди девочек в категории до 10 лет (2010; Порто-Карас). В составе сборной Монголии участница двух Олимпиад (2016: Баку, 2018: Батуми).

## Изменения рейтинга
| Графики недоступны из-за технических проблем. См. информацию на Фабрикаторе и на mediawiki.org. |